# Coniothyrium cerealis
Coniothyrium cerealis är en svampart som beskrevs av E. Müll. 1951. Coniothyrium cerealis ingår i släktet Coniothyrium och familjen Leptosphaeriaceae.   Inga underarter finns listade i Catalogue of Life.